# كريستيان إندلر
كريستيان إندلر (مواليد 23 يوليو 1991) هي لاعبة كرة قدم تشيلية تلعب كحارس مرمى في نادي أولمبيك ليون.

## روابط خارجية
- كريستيان إندلر على موقع الاتحاد الدولي (مؤرشف)  (الإنجليزية)
- كريستيان إندلر على موقع الاتحاد الأوربي (الإنجليزية)
- كريستيان إندلر على موقع قاعدة بيانات كرة القدم.إي يو (الإنجليزية)
- كريستيان إندلر على موقع ليكيب (الفرنسية)
- كريستيان إندلر على موقع Soccerway.com (الإنجليزية)
- كريستيان إندلر على موقع عالم كرة القدم.نت (الإنجليزية)
- كريستيان إندلر على موقع أوليمبيديا (الإنجليزية)